# نیروگاه المرفا
نیروگاه تولید همزمان آب و برق المرفاء (به عربی: محطة تولید كهرباء المرفاء) (امارات، غرب ابوظبی در نزدیکی شهر المرفاء در مجاورت خلیج فارس)، یکی از نیروگاه‌های کشور امارات با ظرفیت تولید ۱۹۲ مگاوات که شامل ۴ واحد گازی ۴۸ مگاواتی مدل 64.3V همراه با بویلر بازیاب حرارتی اضافی (WHRB) و هم‌چنین با ظرفیت تولید ۳۷٫۷ میلیون گالون آب در روز است.
واحدهای آب شیرین‌کن شامل ۳ واحد آب شیرین‌کن با ظرفیت کل تولید ۱۶٫۲ میلیون گالون آب در روز (به اختصار MGD) و ۳ واحد دیگر آب شیرین‌کن با ظرفیت کل تولید MCD) 22.5) است.